# Morinda bucidifolia
Morinda bucidifolia är en måreväxtart som beskrevs av Asa Gray. Morinda bucidifolia ingår i släktet Morinda och familjen måreväxter. Inga underarter finns listade i Catalogue of Life.